# José Razzano
José Razzano (Montevidéu, 25 de Fevereiro de 1887 — Buenos Aires, 30 de Abril de 1960) foi um cantor e compositor uruguaio.
Nasceu no coracão da capital uruguaia, na Plaza Independencia, mas foi muito jovem para a Argentina. Teve um grande papel no desenvolvimento do tango argentino. Conheceu Carlos Gardel em 1911, quando este era chamado de El Morocho del Abasto (morocho por causa da pele morena, e abasto era um famoso mercado ao ar livre da capital argentina, onde se apresentavam muitos artistas). Juntamente com Gardel, Saúl Salinas  e Francisco Martino  formou  um quarteto que teve duração efêmera.
Ele então se juntou a outros artistas como Francisco Martino, Carlos Gardel e Raúl Salinas. A dupla Razzano-Gardel assinou um contrato com empresário austro-húngaro Max Glücksmann. No início de sua colaboração, ambos os artistas assinaram como autores de todas as composições, embora algumas versões tenham refutado esta afirmação, porque não havia sociedades de autores que pudessem confirmar isso.
Formou até 1925 o histórico duo Gardel-Razzano, ou El Morocho y El Oriental (orientales é como são chamados os uruguaios), interpretando canções rio-platenses como milongas, cifras, tonadas, gatos etc, e deixando suas vozes impressas em conjunto em 69 discos de 78 rotações por minuto.
Aos poucos o tango foi suplantando esses ritmos, e Razzano foi importante porque soube se adaptar aos novos tempos e fez parceria com  Gardel em muitos tangos, entre eles o conhecidíssimo mano a mano, também de Celedonio Esteban Flores.
Abandonou o canto em 1925 por causa de problemas nas cordas vocais. A partir desta data foi procurador de Carlos Gardel até 1933, quando foi destituído pelo próprio ex-parceiro.